# Kalayat
Kalayat is een stad en gemeente in het district Kaithal van de Indiase staat Haryana. 

## Demografie
Volgens de Indiase volkstelling van 2001 wonen er 16.747 mensen in Kalayat, waarvan 53% mannelijk en 47% vrouwelijk is. De plaats heeft een alfabetiseringsgraad van 56%. 